# Victoria Duffield
Victoria Duffield (Abbotsford, Brit Columbia, 1995. január 3. –) kanadai énekesnő, színésznő és táncos. A YTV The Next Star című tehetségkutatójának harmadik évada után vált híressé, ahol top 6-ig jutott. Victoria a verseny után leszerződött a Warner Music Canada kiadóhoz. Több kislemezt kiadott, a legsikeresebbek a Shut Up and Dance és a Feel. Több kanadai televíziós műsorban megjelent.

## Életútja
Victoria Duffield Abbotsford-ban született. Két testvére van, az egyik Burkely Duffield, aki az Anubisz házának rejtélyei című sorozatból vált ismertté.

### The Next Star
Duffield a The Next Star harmadik évadjába jelentkezett 2010 májusában. Miután 4000 jelentkezőből beválasztották a 16 legjobb közé, Torontoba repült, hogy három zsűritag előtt énekelhessen, és bejuthasson a legjobb 6 közé. Isabelle Stern, Mimoza Duot, Madi Amyotte, Brandon Bizior és Diego Gomes lettek versenytársai.
Victoria a műsor alatt dalt szerzett, duetteteket és szóló dalokat énekelt, továbbá kisfilmet forgatott. Josh Ramsay producer és a Marianas Trench énekesével dolgozott. Közös daluk lett a Fever. A versenyt Diego Gomes nyerte.
A The Next Star negyedik évadjának döntőjére Duffield visszatért, és előadta Shut Up and Dance című dalát.

### Zenei karrierje
2010. szeptember 21-én adta ki Fever című kislemezét az énekesnő. Videóklipje is az iTunes-on jelent meg. Secrets című albumán két dal kapott helyet: Bam Bam és Hey!!!. Shut Up and Dance című dala 2011. szeptember 19-én jelent meg. Ehhez francia változat is készült Lukay közreműködésével. Feldolgozta a Last Christmas című dalt is.
2012 február 13-án kiadta Feel című dalát, melyhez szintén készült videóklip és francia változat is.

## Diszkográfia

### Albumok
- 2010: Secrets
- 2012: Shut Up and Dance
- 2014: Accelerate
- 2019: Day Won

### Kislemezek
- 2011: Shut Up and Dance (a francia változaton közreműködik Lukay)
- 2011: Last Christmas
- 2012: Feel (a francia változaton közreműködik Jacynthe).

## Filmográfia
| Év   | Cím                                | Szerep               |
| ---- | ---------------------------------- | -------------------- |
| 2005 | Cold Squad                         | Elissa               |
| 2007 | Painkiller Jane                    | Young Elyse          |
| 2007 | Odaát                              | Unoka                |
| 2008 | Love Sick: Secrets of a Sex Addict | Zoe Fedder           |
| 2008 | Smallville                         | Young Chloe Sullivan |
| 2009 | Do You Know Me                     | Isabel Carter        |
| 2010 | The Next Star                      | Versenyző            |
| 2012 | Mr. Young                          | Önmaga               |
| 2012 | Tectrik Stories                    | Önmaga               |